# Фройнд, Юлиус
Юлиус Фройнд (нем. Julius Freund; 1862 — 1914) — немецкий либреттист и куплетист.

## Биография
Дебютировал как актёр в венском Бургтеатре, однако затем отказался от актёрской карьеры ради сочинения комических куплетов и пьес. В 1890—1900-е годы — автор либретто к множеству оперетт и музыкальных комедий, написанных чаще всего в сотрудничестве с композиторами Виктором Холлендером или Юлиусом Айнёдсхофером и составлявших основу репертуара столичного театра «Метрополь».